# Leona Šenková
Leona Šenková (* 7. dubna 1993 Chrudim) je česká rocková zpěvačka. Známou se stala díky pěvecké soutěži Česko Slovenská SuperStar z roku 2009.
Jako dítě navštěvovala základní uměleckou školu, kde se učila oboru sólového zpěvu a hře na akordeon. Hudební kariéra Leony začala ve chvaletické metalové skupině Komat, se kterou spolupracovala 4 roky. Po účasti v Česko Slovenské Superstar spolupracovala s rockovou kapelou Rockle, se kterou v roce 2010 vydala za pomoci slovenského skladatele Jimiho Cimbaly své debutové album Vzorná holka, jež zaznamenalo především v Česku značný úspěch. Během působení v kapele Rockle nazpívala duet se zpěvákem Bohušem Matušem a se slovenským zpěvákem Richardem Müllerem, který se nachází právě na desce Vzorná holka. V roce 2010 nazpívala píseň „Lucrecia Borgia“ na CD "Rockové Vánoce" ve spolupráci s Milošem Dodo Doležalem. Na počátku roku 2013 nazpívala s kapelou Polymetal píseň „Dívka s vůní anděla“. V roce 2014 přijala nabídku na volné místo zpěvačky v kapele Ganja Haze a koncem toho roku vydala s touto kapelou CD. V roce 2017 společně s Jakubem Kubínem nazpívala znělku pro seriál Sousedé vysílaný na TV Barrandov. V roce 2022 se stala moderátorkou Rock rádia. V roce 2023 spolupracovala i s hudebním objevitelem hvězd Petrem Hannigem, který pro ni složil skladbu s názvem "Já to nevzdám". Skladba byla oceněna Zlatou, českou dvanáctkou na Českém rozhlase Dvojka v hudební hitparádě Česká Dvanáctka a stala se rovněž hitem pro rok 2024 v této hitparádě. Dnes zpívá v hudebním uskupení 4 Rockeři s operní pěvkyní, což je uskupení, v sestavě Jiří Zonyga, Lukáš Písařík, Milan Devinne a Monika Sommerová. 